# صموئيل مارفن
صموئيل مارفن (بالإنجليزية: Samuel Marvin)‏ هو سياسي أمريكي، ولد في 1664 في نوروولك في الولايات المتحدة، وتوفي بنفس المكان في 1754. انتخب عضو مجلس نواب كونيتيكت.